# Qianlingula turbinata
Qianlingula turbinata är en spindelart som beskrevs av Zhang, Zhu och Song 2004. Qianlingula turbinata ingår i släktet Qianlingula och familjen vårdnätsspindlar. Inga underarter finns listade i Catalogue of Life.